# Khabib Nurmagomedov
Khabib Abdulmanapovich Nurmagomedov (Daguestão, 20 de setembro de 1988) é um ex-lutador profissional russo de artes marciais mistas que competiu na divisão peso-leve do Ultimate Fighting Championship (UFC). Ele foi o campeão peso-leve mais longevo da história do UFC, tendo mantido o título de abril de 2018 até março de 2021. Com 29 vitórias e nenhuma derrota, ele se aposentou com um cartel invicto. Nurmagomedov é amplamente considerado um dos maiores lutadores de artes marciais mistas de todos os tempos e foi incluído no Hall da Fama do UFC em 30 de junho de 2022.
Bicampeão mundial de sambo, Nurmagomedov possui formação em wrestling, judô e sambo. Ele foi classificado como o número 1 no ranking peso-por-peso do UFC na época de sua aposentadoria, até ser removido após abrir mão do título em março de 2021. O Fight Matrix o classifica como o maior peso-leve de todos os tempos. Em 2019, a Forbes classificou Nurmagomedov como o atleta russo de maior sucesso; ele também liderou a lista das 40 personalidades russas de maior destaque no show business e no esporte com menos de 40 anos.
Nurmagomedov também atua como treinador e promotor de artes marciais mistas, sendo conhecido por fundar a Eagles MMA e promover o Eagle Fighting Championship (EFC). Após a aposentadoria, ele passou a ser treinador e cornerman em tempo integral, antes de se afastar completamente do esporte em janeiro de 2023. Ao longo de sua carreira, Nurmagomedov tornou-se alvo de diversas controvérsias, incluindo uma longa associação com o líder da Chechênia, Ramzan Kadyrov, vínculos questionáveis com oligarcas, defesa por maior censura cultural e posturas misóginas.

## Infância
Khabib Abdulmanapovich Nurmagomedov nasceu em uma família Ávara em 20 de setembro de 1988, no Daguestão, uma república autônoma dentro da União Soviética. Ele tem um irmão mais velho, Magomed, e uma irmã mais nova, Amina. A família de seu pai se mudou para Kirovaul, onde seu pai transformou o andar térreo de seu prédio de dois andares em uma academia. Nurmagomedov cresceu nessa casa com seus irmãos e primos. Seu interesse pelas artes marciais começou ao observar os alunos treinando na academia. O treinamento de Khabib na infância incluiu lutar com um urso quando ele tinha nove anos de idade.
Como é comum entre muitas crianças no Daguestão, ele começou a praticar wrestling desde cedo: iniciou aos oito anos sob a tutela de seu pai, Abdulmanap Nurmagomedov. Atleta condecorado e veterano do Exército Soviético, Abdulmanap também havia praticado wrestling desde jovem, antes de passar a treinar judô e sambo no serviço militar. Abdulmanap dedicou sua vida a treinar jovens no Daguestão, com a esperança de oferecer uma alternativa ao extremismo islâmico comum na região.
Em 2001, sua família se mudou para Makhatchkala, capital do Daguestão, onde ele treinou wrestling a partir dos 12 anos e judô a partir dos 15. Aos 17 anos, retomou o treinamento em sambo, sob a orientação de seu pai. Segundo Nurmagomedov, a transição do wrestling para o judô foi difícil, mas seu pai queria que ele se acostumasse a competir com o quimono. Abdulmanap era treinador sênior da equipe nacional de sambo de combate da República do Daguestão, treinando diversos atletas na modalidade em Makhachkala.
Na juventude, Nurmagomedov frequentemente se envolvia em brigas de rua, antes de concentrar sua atenção nas artes marciais mistas. Khabib afirmou que, além de seu pai, três atletas que o inspiraram foram os boxeadores americanos Muhammad Ali e Mike Tyson e o futebolista brasileiro Ronaldo. Ele também descreveu Fedor Emelianenko, Maurício Rua e Georges St-Pierre como seus lutadores favoritos de MMA na época.

## Carreira nas artes marciais mistas

### Início de carreira
Nurmagomedov fez sua estreia profissional no MMA em setembro de 2008, acumulando quatro vitórias em menos de um mês. Em 11 de outubro, tornou-se o campeão inaugural do torneio Atrium Cup, após derrotar três adversários no evento realizado em Moscou. Nos três anos seguintes, permaneceu invicto, finalizando 11 de seus 12 oponentes. Entre esses combates, destacou-se a vitória por finalização com uma chave de braço no primeiro round contra Shahbulat Shamhalaev, que mais tarde se tornaria desafiante ao título do Bellator; essa luta marcou a estreia de Nurmagomedov no M-1 Global.
Um cartel de 16–0 nos circuitos regionais da Rússia e da Ucrânia gerou interesse do Ultimate Fighting Championship (UFC) em contratá-lo. Posteriormente, o pai de Nurmagomedov revelou, em uma entrevista, que devido a uma disputa contratual com a organização ProFC, eles enfrentaram 11 processos judiciais contestando a legitimidade do contrato de Khabib com o UFC. Após perderem seis casos e vencerem cinco, chegaram a um acordo, permitindo que Khabib prosseguisse com sua carreira.

### Ultimate Fighting Championship

#### Primeiras lutas no UFC e busca pelo cinturão
No final de 2011, Nurmagomedov assinou um contrato de seis lutas para competir na divisão dos leves do UFC.
Em sua estreia no UFC, em 20 de janeiro de 2012, no evento UFC on FX 1, Nurmagomedov derrotou Kamal Shalorus por finalização no terceiro round.
Em seguida, Nurmagomedov venceu Gleison Tibau em 7 de julho de 2012, no UFC 148, por decisão unânime, com os três juízes pontuando a luta em 30–27. Esta vitória marcou a primeira luta na qual ele treinou na American Kickboxing Academy.
A próxima luta de Nurmagomedov foi contra Thiago Tavares, em 19 de janeiro de 2013, no UFC on FX 7. Ele venceu por nocaute no primeiro round. Após a luta, Tavares testou positivo para Drostanolona, um esteroide anabolizante, e recebeu uma suspensão de nove meses.
Nurmagomedov derrotou Abel Trujillo em 25 de maio de 2013, no UFC 160, por decisão unânime, com os três juízes marcando a luta em 30–27. Na pesagem, Nurmagomedov excedeu o limite permitido. Ele teve duas horas para reduzir mas optou por ceder uma porcentagem de sua bolsa a Trujillo, e a luta foi realizada em peso casado. Durante a luta, Nurmagomedov estabeleceu um novo recorde do UFC para o maior número de quedas em uma única luta, com 21 quedas bem-sucedidas em 28 tentativas.
Em sua quinta luta no UFC, em 21 de setembro de 2013, no UFC 165, Nurmagomedov enfrentou Pat Healy. Ele dominou a luta e venceu por decisão unânime, com os três juízes marcando 30–27. Participando de sua primeira coletiva de imprensa pós-evento, o presidente do UFC, Dana White, elogiou o então estreante, afirmando: “Aquele slam, quando ele simplesmente o levanta e o derruba, no estilo Matt Hughes. Isso me lembrou o velho Hughes, que atravessava o octógono carregando o oponente e o derrubava. Esse garoto é empolgante. Provavelmente vamos fazer grandes coisas com ele.”
Em dezembro, Nurmagomedov desafiou Gilbert Melendez pelas redes sociais, com a expectativa de que os dois se enfrentassem no UFC 170, em 22 de fevereiro de 2014. No entanto, a luta foi cancelada por razões não divulgadas, e Melendez foi substituído por Nate Diaz. Porém, o confronto também foi cancelado, pois Diaz recusou a luta. Nurmagomedov expressou sua decepção no programa The MMA Hour: “Se eles dizem que estão dispostos a lutar contra os melhores, deveriam lutar contra os melhores. Se quiserem, eu enfrento os dois de uma vez.”
Nurmagomedov então enfrentou o ex-campeão dos leves do UFC, Rafael dos Anjos, em 19 de abril de 2014, no UFC on Fox 11. Nurmagomedov dominou a luta e venceu por decisão unânime, com os três juízes marcando 30–27.
Nurmagomedov foi brevemente vinculado a uma luta contra Donald Cerrone, em 27 de setembro de 2014, no UFC 178. No entanto, o confronto foi rapidamente cancelado após ser revelado que Nurmagomedov havia sofrido uma lesão no joelho. Ele também era esperado para enfrentar Cerrone em 23 de maio de 2015, no UFC 187. Contudo, Nurmagomedov desistiu da luta em 30 de abril, devido a uma recorrente lesão no joelho, sendo substituído por John Makdessi.
Nurmagomedov deveria enfrentar Tony Ferguson em 11 de dezembro de 2015, na final do The Ultimate Fighter 22. No entanto, Nurmagomedov se retirou da luta no final de outubro, citando outra lesão, e foi substituído por Edson Barboza.

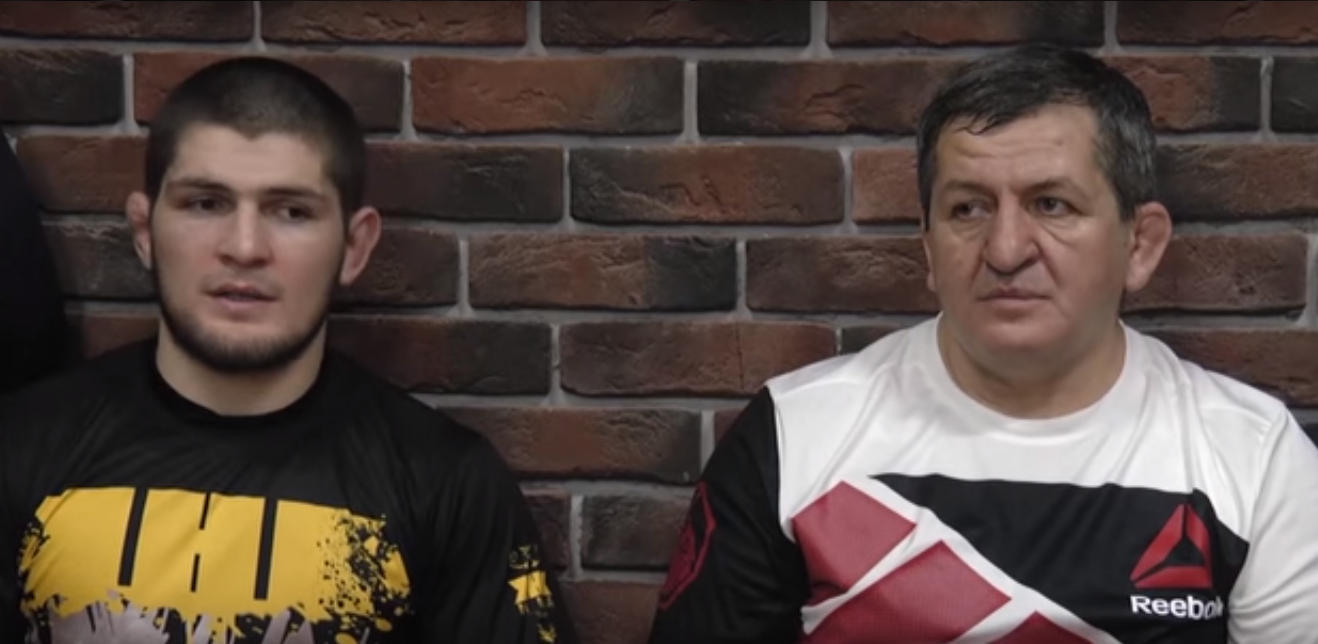
Nurmagomedov e seu pai, Abdulmanap, em 2016

O confronto com Ferguson foi remarcado para 16 de abril de 2016, no UFC on Fox 19. No entanto, em 5 de abril, Ferguson se retirou da luta devido a um problema pulmonar. Ferguson foi substituído pelo estreante Darrell Horcher, em uma luta de peso casado. Nurmagomedov venceu o combate de forma dominante por nocaute técnico no segundo round.
Em setembro, Nurmagomedov assinou dois contratos para disputar o cinturão dos leves contra o então campeão Eddie Alvarez, nos eventos UFC 205 ou UFC 206, com Dana White confirmando a luta para o UFC 205. Contudo, em 26 de setembro, o UFC anunciou que Alvarez defenderia o título contra Conor McGregor. Nurmagomedov expressou sua insatisfação nas redes sociais, chamando Alvarez de “campeão de mentira” por recusar a luta e preferir o combate com McGregor, acusando o UFC de ser um “circo”.
Em vez da disputa de título, Nurmagomedov enfrentou Michael Johnson em 12 de novembro de 2016, no UFC 205. Nurmagomedov dominou a luta e foi ouvido dizendo a Dana White para lhe dar uma chance pelo título enquanto castigava Johnson, vencendo por finalização no terceiro round.
O confronto com Ferguson foi agendado pela terceira vez para o UFC 209, em 4 de março de 2017, pelo título interino dos leves. No entanto, Nurmagomedov adoeceu devido a uma falha no processo de perda de peso, e a luta foi cancelada.
Nurmagomedov enfrentou Edson Barboza em 30 de dezembro de 2017, no UFC 219. Nurmagomedov dominou todos os três rounds, levando Barboza ao chão repetidamente e aplicando forte ground and pound. Ele venceu por decisão unânime, com pontuações de 30–25, 30–25 e 30–24. Essa vitória também lhe rendeu seu primeiro bônus de Performance da Noite.

### Campeão Peso Leve do UFC

#### Nurmagomedov vs. Iaquinta

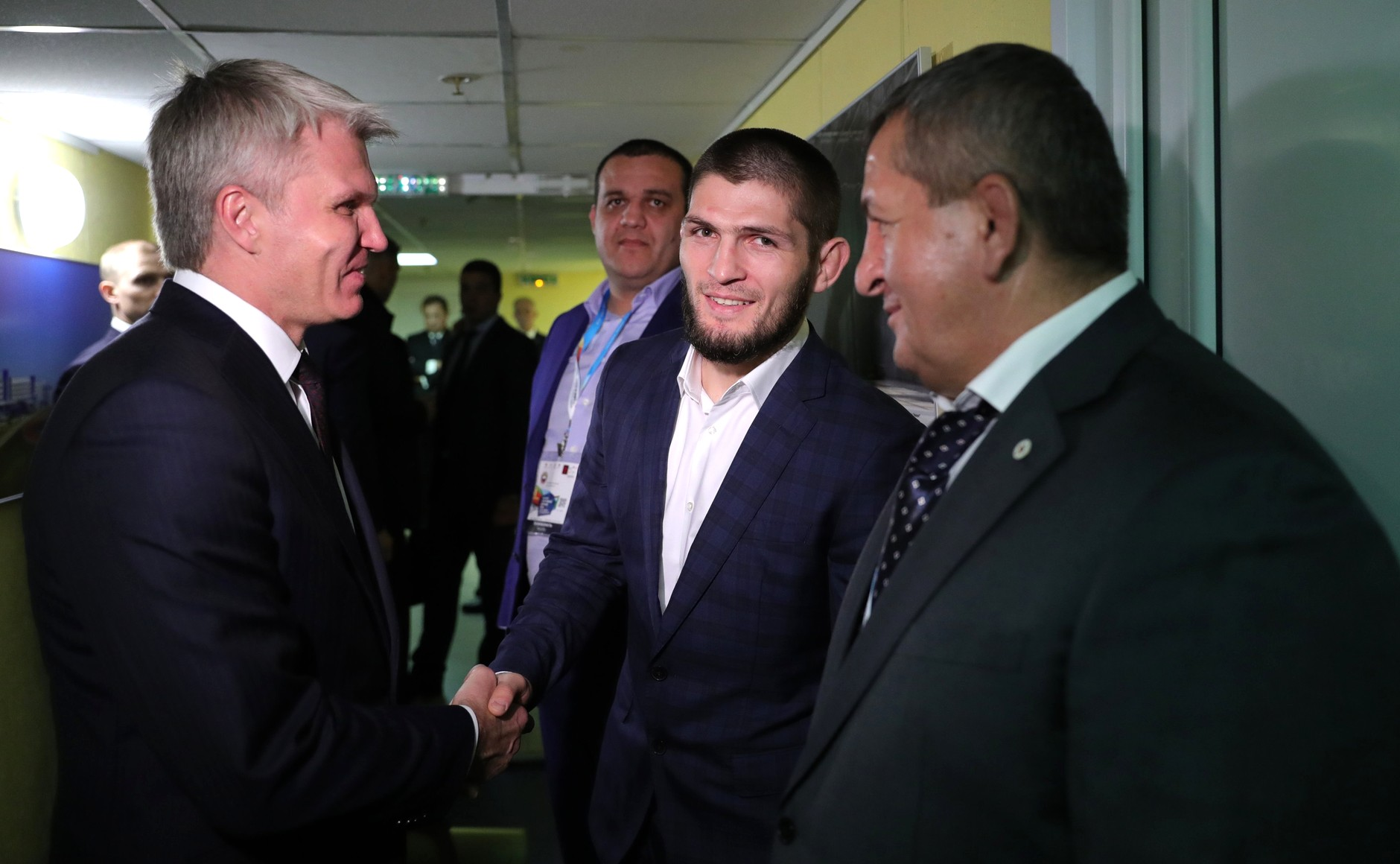
O Ministro do Esporte, Pavel Kolobkov, à esquerda, parabenizando Nurmagomedov pela conquista do cinturão do Peso Leve do UFC

Uma luta entre Nurmagomedov e Tony Ferguson havia sido marcada pela quarta vez e era esperada para acontecer em 7 de abril de 2018, no UFC 223. No entanto, em 1º de abril de 2018, foi noticiado que Ferguson havia lesionado o joelho e seria substituído por Max Holloway. Em 6 de abril, Holloway foi retirado da luta após a Comissão Atlética do Estado de Nova York declará-lo inapto a competir devido a uma perda de peso extrema. Assim, Al Iaquinta foi escolhido como substituto. A inclusão de Iaquinta foi controversa: a primeira escolha do UFC, Anthony Pettis, pesou acima do limite da categoria e não optou por tentar perder mais peso, e a segunda escolha, Paul Felder, foi rejeitada pela Comissão por não estar ranqueado na época. Apenas Nurmagomedov estava elegível para conquistar o cinturão, já que Iaquinta também pesou acima do limite permitido.
Nurmagomedov dominou a luta e venceu por decisão unânime, com placares de 50–44, 50–43 e 50–43, tornando-se assim o Campeão Peso Leve do UFC.

#### Nurmagomedov vs. McGregor

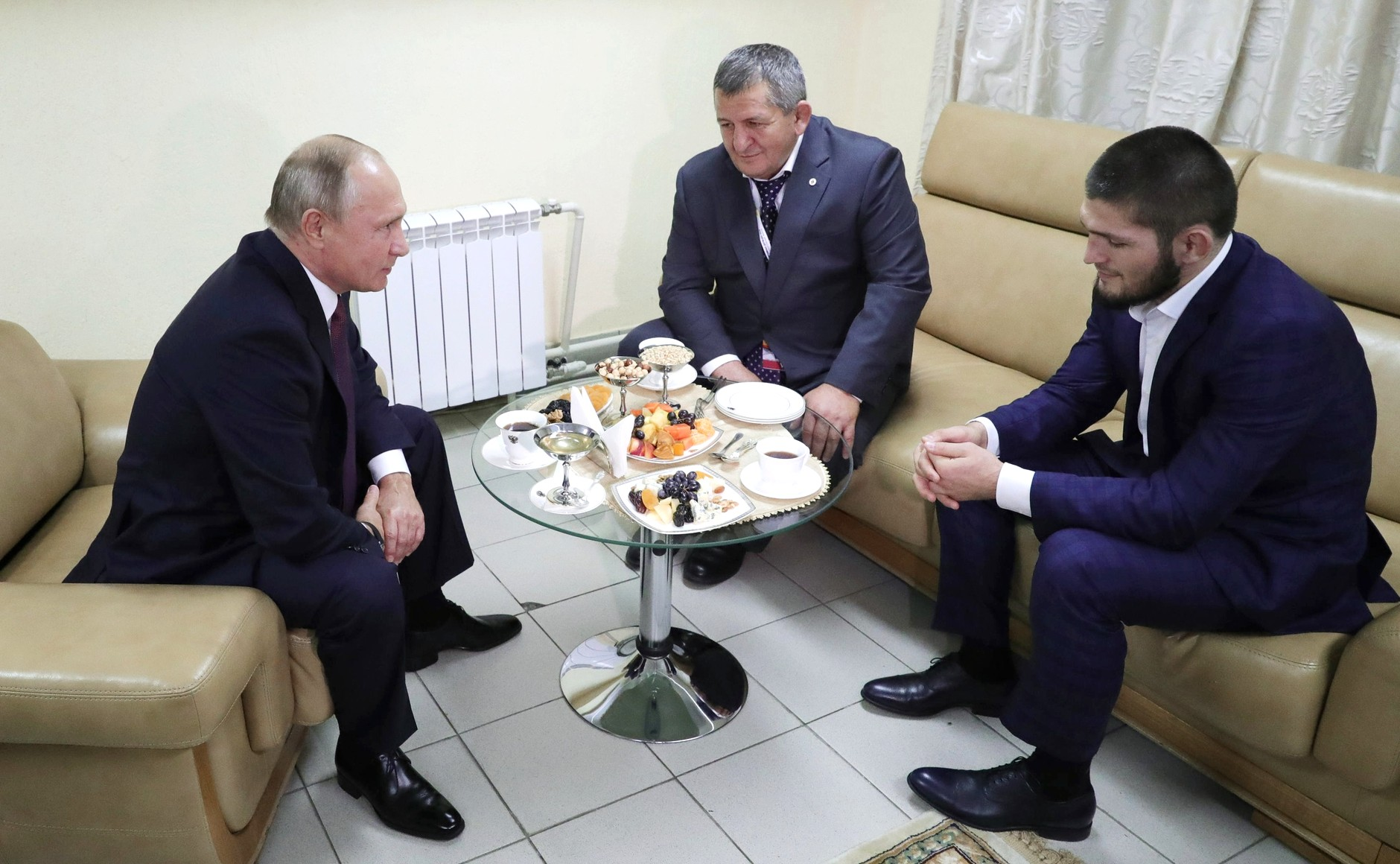
Nurmagomedov e seu pai encontrando o presidente russo Vladimir Putin quatro dias após sua vitória sobre McGregor

Em 3 de agosto de 2018, o UFC anunciou que Nurmagomedov faria sua primeira defesa de cinturão contra Conor McGregor no UFC 229, em 6 de outubro, em Las Vegas. Na luta, Nurmagomedov venceu os dois primeiros rounds, mas perdeu o terceiro — a primeira vez que perdeu um round em sua carreira no UFC. Mesmo assim, ele derrotou McGregor no quarto round por finalização.
Após a vitória, Nurmagomedov escalou o octógono e tentou atacar o companheiro de equipe de McGregor, Dillon Danis, o que resultou em uma briga generalizada entre as equipes.
Com essa vitória, Khabib melhorou seu cartel para 27–0, a maior sequência de vitórias da história do UFC até então. O evento também quebrou recordes, com 2,4 milhões de compras pay-per-view, o maior número já registrado para um evento de MMA.

#### Incidente noUFC 229
Em 6 de outubro de 2018, após derrotar Conor McGregor, Nurmagomedov pulou a grade do octógono e partiu para cima do cornerman de McGregor, Dillon Danis, que supostamente havia feito insultos a ele. Logo depois, McGregor e Abubakar Nurmagomedov, primo de Khabib, tentaram deixar o octógono, mas uma briga começou após McGregor socar Abubakar, que revidou. McGregor então foi atacado por dois membros da equipe de Khabib: Zubaira Tukhugov e Esed Emiragaev. Tukhugov, que deveria lutar em 27 de outubro contra Artem Lobov — amigo de McGregor e envolvido em uma altercação anterior com Khabib —, foi retirado do card em 17 de outubro.
O pagamento de Nurmagomedov foi retido pela Comissão Atlética de Nevada, que abriu investigação sobre suas ações. Em entrevista pós-luta, Khabib pediu desculpas, dizendo que foi provocado pelas provocações de McGregor e pelo incidente no ônibus antes do UFC 223, afirmando: "Você não pode falar sobre religião. Você não pode falar sobre nação. Isso é muito importante para mim." Mais tarde, Khabib postou no Instagram que havia avisado McGregor de que ele pagaria por tudo o que fez em 6 de outubro. Seu pai, Abdulmanap, afirmou que não guardava rancor de McGregor e o convidou a treinar na Rússia.
A NSAC apresentou queixa formal contra Nurmagomedov e McGregor e, em 24 de outubro, aprovou a liberação de metade do pagamento de Khabib, no valor de US$ 2 milhões. Ambos receberam suspensões indefinidas até a audiência oficial. Em 29 de janeiro de 2019, a NSAC anunciou uma suspensão de nove meses para Nurmagomedov (retroativa a 6 de outubro de 2018) e uma multa de US$ 500 mil. Ele ficou elegível para competir novamente em 6 de julho de 2019. McGregor recebeu seis meses de suspensão e multa de US$ 50 mil, enquanto Abubakar e Tukhugov receberam suspensões de 12 meses e multas de US$ 25 mil cada. Khabib criticou as decisões da NSAC e afirmou que não desejava mais lutar no estado de Nevada.

#### Nurmagomedov vs. Poirier
Em junho de 2019, Nurmagomedov assinou um novo contrato de múltiplas lutas com o UFC. Em sua primeira luta sob o novo acordo, Khabib fez a segunda defesa de seu título contra o campeão interino Dustin Poirier, em 7 de setembro de 2019, no evento principal do UFC 242. Nurmagomedov venceu por finalização com um mata-leão no terceiro round. A vitória unificou os dois cinturões e lhe rendeu seu segundo bônus de Performance da Noite. Após a luta, Khabib e Poirier trocaram camisetas como sinal de respeito. Khabib declarou que venderia a camiseta recebida e doaria o valor para a instituição de caridade de Poirier. A camisa foi vendida por US$ 100 mil, valor que foi igualado pelo presidente do UFC, Dana White.

#### Nurmagomedov vs. Gaethje
Nurmagomedov estava programado para defender seu título contra Tony Ferguson em 18 de abril de 2020, no UFC 249. Esta seria a quinta vez que o confronto entre ambos seria agendado, com ambos vindo de sequências de 12 vitórias no UFC. No entanto, Khabib não pôde deixar a Rússia devido às restrições de viagem impostas pela pandemia de COVID-19 e foi retirado do card. Ferguson acabou enfrentando Justin Gaethje pelo título interino no UFC 249, evento que foi adiado para 9 de maio. Gaethje venceu a luta por nocaute técnico no quinto round, encerrando a sequência de vitórias de Ferguson e garantindo a chance de disputar o título contra Nurmagomedov.
Khabib enfrentou Gaethje em uma luta de unificação em 24 de outubro de 2020, no evento principal do UFC 254. Nurmagomedov venceu a luta por finalização técnica com um triângulo no segundo round, defendendo e unificando novamente o título dos leves. Na entrevista pós-luta, Khabib anunciou sua aposentadoria do MMA, explicando que havia prometido à sua mãe que não lutaria mais sem seu falecido pai: "De jeito nenhum eu viria aqui sem meu pai. Foi a primeira vez, depois do que aconteceu com ele, que o UFC me ligou para lutar com Justin. Falei com minha mãe por três dias. Ela não queria que eu lutasse sem meu pai, mas prometi a ela que esta seria minha última luta. Se eu dou minha palavra, tenho que cumprir. Foi minha última luta." A vitória também lhe rendeu o bônus de Performance da Noite. Daniel Cormier, em um episódio de "DC & Helwani", revelou que Khabib escolheu usar o triângulo ao invés de uma chave de braço para não causar lesão a Gaethje.

### Aposentadoria e desocupação do título dos leves do UFC
Apesar das tentativas de negociação para que ele retornasse para mais uma luta, o presidente do UFC, Dana White, anunciou em 19 de março de 2021 que havia aceitado a decisão de aposentadoria de Nurmagomedov e que o título dos leves do UFC havia sido oficialmente desocupado.
Em 1º de julho de 2022, Nurmagomedov foi introduzido ao Hall da Fama do UFC durante a Semana Internacional de Lutas em Las Vegas.

### Promotor de MMA
Após sua aposentadoria, Nurmagomedov comprou o Gorilla Fighting Championship (GFC), uma organização de MMA baseada na Rússia, por US$ 1 milhão — posteriormente renomeando-a como Eagle Fighting Championship (EFC).

### Treinador e corner de MMA
Depois de se aposentar, em outubro de 2020, Nurmagomedov tornou-se um treinador ativo ao lado do técnico principal da American Kickboxing Academy, Javier Mendez. Ele treinou e acompanhou no corner diversos lutadores, incluindo o atual campeão dos leves do UFC Islam Makhachev, o atual campeão dos meio-médios do UFC Belal Muhammad, além de Zubaira Tukhugov e Tagir Ulanbekov (UFC), Gadzhi Rabadanov e Islam Mamedov (Bellator), Saygid Izagakhmaev (ONE Championship), e seus primos Abubakar Nurmagomedov e Umar Nurmagomedov (UFC) e Usman Nurmagomedov, atual campeão dos leves do Bellator.
Nurmagomedov era esperado para acompanhar Islam Makhachev na histórica defesa de cinturão contra o campeão dos penas Alexander Volkanovski no UFC 284, mas retirou-se completamente do MMA em janeiro de 2023, inclusive de suas funções como treinador e corner, para focar em sua família.
Apesar de sua aposentadoria, Nurmagomedov notavelmente retornou como corner para a terceira e quarta defesa de cinturão de Makhachev, contra Dustin Poirier (UFC 302) e Renato Moicano (UFC 311), respectivamente, além de ter acompanhado Umar Nurmagomedov na luta contra Merab Dvalishvili pelo título dos galos do UFC, também no UFC 311.

## Estilo de luta
Nurmagomedov utilizava um estilo baseado no wrestling, caracterizado por uma pressão implacável sobre seus oponentes, frequentemente descrito como “mauling” (esmagamento). Com uma variedade de quedas oriundas do wrestling, judô e sambo, ele forçava seus adversários contra a grade e imobilizava suas pernas e um dos braços para impedir qualquer possibilidade de escape. A partir dessa posição, exauria seus oponentes aplicando seu peso e desferindo golpes calculados que, muitas vezes, eram impossíveis de defender. Esse era um dos estilos característicos que ele utilizava para avançar até seu golpe de finalização. Ao longo de sua carreira, dezenove de suas vinte e nove vitórias vieram por nocaute técnico (TKO), nocaute (KO) ou finalização.
O ex-campeão dos pesados do UFC por três vezes e duas vezes campeão dos meio-pesados, Randy Couture, elogiou Nurmagomedov como “brilhante”. O comentarista de MMA Joe Rogan, faixa preta de jiu-jitsu, afirmou: “Ele é o mais assustador desafiante dos leves do mundo” e “ele está em um nível tão acima [no grappling] que as chances de vencê-lo caem drasticamente após o primeiro minuto e meio”. O árbitro do UFC Herb Dean comentou que Nurmagomedov constantemente conversava com seus oponentes durante as lutas.

## Vida pessoal

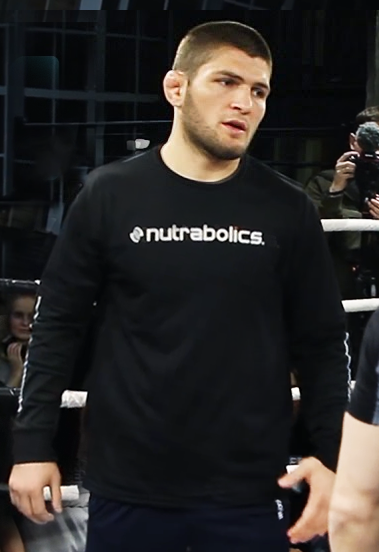
Nurmagomedov em 2017

Como parte de sua cultura avar do Daguestão, Nurmagomedov frequentemente usava um chapéu papakha após as lutas e durante eventos promocionais. Desde 2019, Nurmagomedov é estudante da Universidade de Economia Plekhanov, na Rússia. Ele é um grande fã de futebol e torcedor dos clubes Anzhi Makhachkala, Galatasaray, Real Madrid e Liverpool, além da Seleção Russa.
Em agosto de 2021, surgiram especulações de que Nurmagomedov havia assinado contrato profissional com o clube russo da terceira divisão Legion Dynamo, após ser visto apertando as mãos de jogadores e do técnico. No entanto, poucos dias depois, Nurmagomedov negou ter assinado contrato profissional, afirmando que é muito próximo do clube, mas apenas como torcedor.
Ele é o russo mais seguido no Instagram, com mais de 34 milhões de seguidores até dezembro de 2022.
Originário da República do Daguestão, Nurmagomedov foi o primeiro muçulmano a conquistar um título do UFC. Ele é muçulmano sunita. Em outubro de 2020, o jornal The Guardian afirmou que Nurmagomedov era o segundo atleta muçulmano mais popular do mundo, atrás apenas do futebolista egípcio Mohamed Salah.

## Controvérsias
Ao longo de sua carreira, Nurmagomedov tornou-se alvo de várias controvérsias, incluindo uma longa associação com o líder da Chechênia, Ramzan Kadyrov, vínculos questionáveis com oligarcas, defesa de maior censura cultural e acusações de misoginia. Ele também foi acusado de sexismo.
Em 2018, Nurmagomedov defendeu uma repressão contra casas noturnas em sua região natal, o Daguestão. O jornal The Guardian afirmou que, desde sua vitória de grande repercussão sobre McGregor, Nurmagomedov usou seu status influente para "promover sua visão de mundo ultraconservadora". Nesse mesmo ano, ele criticou um concerto de rap realizado em Makhachkala, o que levou o rapper Egor Kreed a cancelar suas apresentações na região. Em 2019, Nurmagomedov se manifestou contra uma peça teatral realizada no Daguestão que continha uma cena em que uma mulher vestida de maneira provocante seduzia um homem. Ele descreveu a peça como "imundície", recomendou que houvesse uma investigação governamental sobre sua produção e exigiu que os envolvidos fizessem um pedido público de desculpas, o que supostamente levou o produtor da peça a receber ameaças nas redes sociais.
Em outubro de 2020, após o assassinato de Samuel Paty, Nurmagomedov disse sobre o presidente da França, Emmanuel Macron: "Que o Todo-Poderoso desfigure o rosto dessa criatura e de todos os seus seguidores que, sob o lema da liberdade de expressão, ofendem os sentimentos de mais de um bilhão e meio de muçulmanos crentes. Que o Todo-Poderoso os humilhe nesta vida e na próxima." A publicação incluía uma imagem de uma pegada de bota sobre o rosto de Macron. Nurmagomedov acrescentou: "Nós somos muçulmanos, amamos nosso Profeta Maomé (que a paz e as bênçãos de Alá estejam com ele) mais do que nossas mães, pais, filhos, esposas e todas as outras pessoas próximas aos nossos corações." Por causa desse comentário, Nurmagomedov foi acusado de "incitar a violência".
Nurmagomedov treinou com o KHK MMA Team no Bahrein em 2015, que foi financiado pelo príncipe bareinita Khalid bin Hamad Al Khalifa. Em 2016, Nurmagomedov cofundou sua própria equipe, a Eagles MMA, com o apoio do bilionário daguestanês Ziyavudin Magomedov. Após a prisão de Magomedov por acusações de desvio de fundos em 2018, Nurmagomedov usou seu discurso pós-luta no UFC 223 para fazer um apelo ao presidente russo Vladimir Putin pela libertação de Magomedov. Nurmagomedov também ministrou um seminário de treinamento no Fight Club Akhmat, financiado pelo chefe da República da Chechênia, Ramzan Kadyrov, que foi criticado por abusos aos direitos humanos em seu governo.
Em 2024, as autoridades russas confiscaram as contas bancárias de Nurmagomedov, acusando-o de não ter pago adequadamente seus impostos. Sua academia, com sede em Makhachkala, também foi alvo de escrutínio por supostos vínculos com o terrorismo, sendo invadida pelas autoridades após relatos de que um indivíduo que havia treinado no local esteve envolvido em ataques a locais de culto cristãos e judeus no Daguestão.

## Família
Nurmagomedov casou-se com Patimat em junho de 2013, e eles têm três filhos: uma filha nascida em 1º de junho de 2015, um filho nascido em 30 de dezembro de 2017, e outro filho nascido em 22 de dezembro de 2019. O primeiro filho recebeu o nome de Magomed, em homenagem ao bisavô de Khabib.
Entre os primos de Nurmagomedov estão os lutadores do UFC, Abubakar Nurmagomedov e Umar Nurmagomedov, além de Usman Nurmagomedov, que compete no Bellator.
Em maio de 2020, o pai de Nurmagomedov e seu treinador de longa data, Abdulmanap, foi colocado em coma induzido medicamente após contrair COVID-19, depois de uma cirurgia cardíaca. Ele faleceu em 3 de julho de 2020, em uma clínica em Moscou, aos 57 anos.

## Prêmios
Em outubro de 2018, Nurmagomedov foi nomeado "Cidadão Honorário de Grozny" pelo prefeito de Grozny, Ibrahim Zakriev, após sua vitória sobre McGregor no UFC 229. Ele também recebeu um carro Mercedes do chefe da Chechênia, Ramzan Kadyrov, financiado pela Fundação Akhmad Kadyrov, e seu pai, Abdulmanap, foi agraciado com o título de "Trabalhador Honorário da Cultura Física da República da Chechênia" por Kadyrov.
Em 5 de dezembro de 2019, o chefe da República do Daguestão, Vladimir Vasilyev, concedeu a Nurmagomedov e a seu pai, Abdulmanap, a Ordem pelos Serviços Prestados à República do Daguestão, por suas "contribuições significativas para o esporte no Daguestão".

## Cartel no MMA
| Cartel no MMA   |             |           |
| 29 lutas        | 29 vitórias | 0 derrota |
| Por nocaute     | 8           | 0         |
| Por finalização | 11          | 0         |
| Por decisão     | 10          | 0         |

| Res.    | Cartel | Oponente               | Método                                  | Evento                                          | Data                    | Round | Tempo | Local                    | Notas |
| ------- | ------ | ---------------------- | --------------------------------------- | ----------------------------------------------- | ----------------------- | ----- | ----- | ------------------------ | --- |
| Vitória | 29-0   | Justin Gaethje         | Finalização Técnica (triângulo)         | UFC 254: Khabib vs. Gaethje                     | 24 de outubro de 2020   | 2     | 1:34  | Abu Dhabi                | Defendeu e unificou o Cinturão Peso Leve do UFC; Igualou o recorde de defesas do Cinturão Peso Leve do UFC (3); Quebrou o recorde de vitórias consecutivas por Finalização em lutas pelo cinturão no UFC (3); Performance da Noite; Após a luta anunciou a sua aposentadoria. |
| Vitória | 28-0   | Dustin Poirier         | Finalização (mata-leão)                 | UFC 242: Khabib vs. Poirier                     | 7 de setembro de 2019   | 3     | 2:06  | Abu Dhabi                | Defendeu e unificou o Cinturão Peso Leve do UFC; Performance da Noite. |
| Vitória | 27-0   | Conor McGregor         | Finalização (mata-leão)                 | UFC 229: Khabib vs. McGregor                    | 6 de outubro de 2018    | 4     | 3:03  | Las Vegas, Nevada        | Defendeu o Cinturão Peso Leve do UFC; Foi suspenso por 9 meses pela confusão generalizada pós luta. |
| Vitória | 26-0   | Al Iaquinta            | Decisão (unânime)                       | UFC 223: Khabib vs. Iaquinta                    | 7 de abril de 2018      | 5     | 5:00  | Brooklyn, Nova Iorque    | Ganhou o Cinturão Peso Leve Vago do UFC; Al substituiu Holloway com 1 dia de antecedência; Quebrou o recorde de mais rounds ganhos de maneira consecutiva no UFC (32). |
| Vitória | 25-0   | Edson Barboza          | Decisão (unânime)                       | UFC 219: Cyborg vs. Holm                        | 30 de dezembro de 2017  | 3     | 5:00  | Las Vegas, Nevada        | Performance da Noite. |
| Vitória | 24-0   | Michael Johnson        | Finalização (kimura)                    | UFC 205: Alvarez vs. McGregor                   | 12 de novembro de 2016  | 3     | 2:31  | Nova Iorque, Nova Iorque | |
| Vitória | 23-0   | Darrell Horcher        | Nocaute Técnico (socos)                 | UFC on Fox: Teixeira vs. Evans                  | 16 de abril de 2016     | 2     | 3:38  | Tampa, Flórida           | Luta em Peso Casado (72 kg). |
| Vitória | 22-0   | Rafael dos Anjos       | Decisão (unânime)                       | UFC on Fox: Werdum vs. Browne                   | 19 de abril de 2014     | 3     | 5:00  | Orlando, Flórida         | |
| Vitória | 21-0   | Pat Healy              | Decisão (unânime)                       | UFC 165: Jones vs. Gustafsson                   | 21 de setembro de 2013  | 3     | 5:00  | Toronto, Ontário         | |
| Vitória | 20-0   | Abel Trujillo          | Decisão (unânime)                       | UFC 160: Velasquez vs. Silva II                 | 25 de maio de 2013      | 3     | 5:00  | Las Vegas, Nevada        | Khabib não bateu o peso; Luta em Peso Casado (71 kg); Quebrou o recorde para o maior número quedas numa luta no UFC (21). |
| Vitória | 19-0   | Thiago Tavares         | Nocaute Técnico (socos e cotoveladas)   | UFC on FX: Belfort vs. Bisping                  | 19 de janeiro de 2013   | 1     | 1:55  | São Paulo                | |
| Vitória | 18-0   | Gleison Tibau          | Decisão (unânime)                       | UFC 148: Silva vs. Sonnen II                    | 7 de julho de 2012      | 3     | 5:00  | Las Vegas, Nevada        | |
| Vitória | 17-0   | Kamal Shalorus         | Finalização (mata-leão)                 | UFC on FX: Guillard vs. Miller                  | 20 de janeiro de 2012   | 3     | 2:08  | Nashville, Tennessee     | Estreia no UFC. Estreia no Peso Leve. |
| Vitória | 16-0   | Arymarcel Santos       | Nocaute Técnico (socos)                 | ProFC 36: Battle on the Caucas                  | 22 de outubro de 2011   | 1     | 3:33  | Khasavyurt               | |
| Vitória | 15-0   | Vadim Sandulitsky      | Finalização (triângulo)                 | ProFC / GM Fight: Ukraine Cup 3                 | 15 de setembro de 2011  | 1     | 3:01  | Odessa                   | |
| Vitória | 14-0   | Khamiz Mamedov         | Finalização (triângulo)                 | ProFC 30: Battle on Don                         | 5 de agosto de 2011     | 1     | 3:15  | Rostov do Don            | |
| Vitória | 13-0   | Kadzhik Abadzhyan      | Finalização (triângulo)                 | ProFC: Union Nation Cup Final                   | 2 de julho de 2011      | 1     | 4:28  | Rostov do Don            | |
| Vitória | 12-0   | Ashot Shahinyan        | Nocaute (socos)                         | ProFC: Union Nation Cup 15                      | 5 de maio de 2011       | 1     | 2:18  | Rostov do Don            | |
| Vitória | 11-0   | Said Khalilov          | Finalização (kimura)                    | ProFC: Union Nation Cup 14                      | 9 de abril de 2011      | 1     | 3:16  | Rostov do Don            | |
| Vitória | 10-0   | Alexander Agafonov     | Nocaute Técnico (interrupção do córner) | M-1 Selection Ukraine 2010: The Finals          | 17 de fevereiro de 2011 | 2     | 5:00  | Kiev                     | |
| Vitória | 9-0    | Vitaliy Ostrovskiy     | Nocaute Técnico (socos)                 | M-1 Selection Ukraine 2010: Clash of the Titans | 18 de setembro de 2010  | 1     | 4:06  | Kiev                     | |
| Vitória | 8-0    | Oleg Bagov             | Decisão (unânime)                       | Golden Fist Russia                              | 10 de junho de 2010     | 2     | 5:00  | Moscou                   | |
| Vitória | 7-0    | Shahbulat Shamhalaev   | Finalização (chave de braço)            | M-1 Challenge 2009: Selections 9                | 3 de novembro de 2009   | 1     | 4:36  | São Petersburgo          | Venceu o Torneio do M-1 Selection. |
| Vitória | 6-0    | Eldar Eldarov          | Nocaute Técnico (socos)                 | Tsumada Fighting Championship 3                 | 8 de agosto de 2009     | 2     | 2:44  | Agvali                   | |
| Vitória | 5-0    | Said Akhmed            | Nocaute Técnico (socos)                 | Tsumada Fighting Championship 3                 | 8 de agosto de 2009     | 1     | 2:05  | Agvali                   | |
| Vitória | 4-0    | Shamil Abdulkerimov    | Decisão (unânime)                       | Pankration Atrium Cup                           | 11 de outubro de 2008   | 2     | 5:00  | Moscou                   | |
| Vitória | 3-0    | Ramazan Kurbanismailov | Decisão (unânime)                       | Pankration Atrium Cup                           | 11 de outubro de 2008   | 2     | 5:00  | Moscou                   | |
| Vitória | 2-0    | Magomed Magomedov      | Decisão (unânime)                       | Pankration Atrium Cup                           | 11 de outubro de 2008   | 2     | 5:00  | Moscou                   | |
| Vitória | 1-0    | Vusal Bayramov         | Finalização (triângulo)                 | CSFU: Champions League                          | 13 de setembro de 2008  | 1     | 2:20  | Poltava                  | |